# منتخب باربادوس تحت 17 سنة لكرة القدم
منتخب باربادوس.
هو ممثل باربادوس الرسمي في المنافسات الدولية في كرة القدم تحت سن 17 سنة .